# Mundilfare
Mundilfare ("den som rör sig på bestämda tider") är i nordisk mytologi far till Sol och Måne enligt dikten Vaftrudnes visdomstävling, 23.